# Кейп-Код
Кейп-Код, или Код (англ. Cape Cod «мыс трески») — полуостров на северо-востоке США в 120 км от Бостона, самая восточная точка штата Массачусетс. Отделяет залив Кейп-Код от Атлантического океана.
Изначально полуостров соединялся с материком, но в 1914 году был вырыт канал Кейп-Код, фактически превративший полуостров в большой остров.

## География

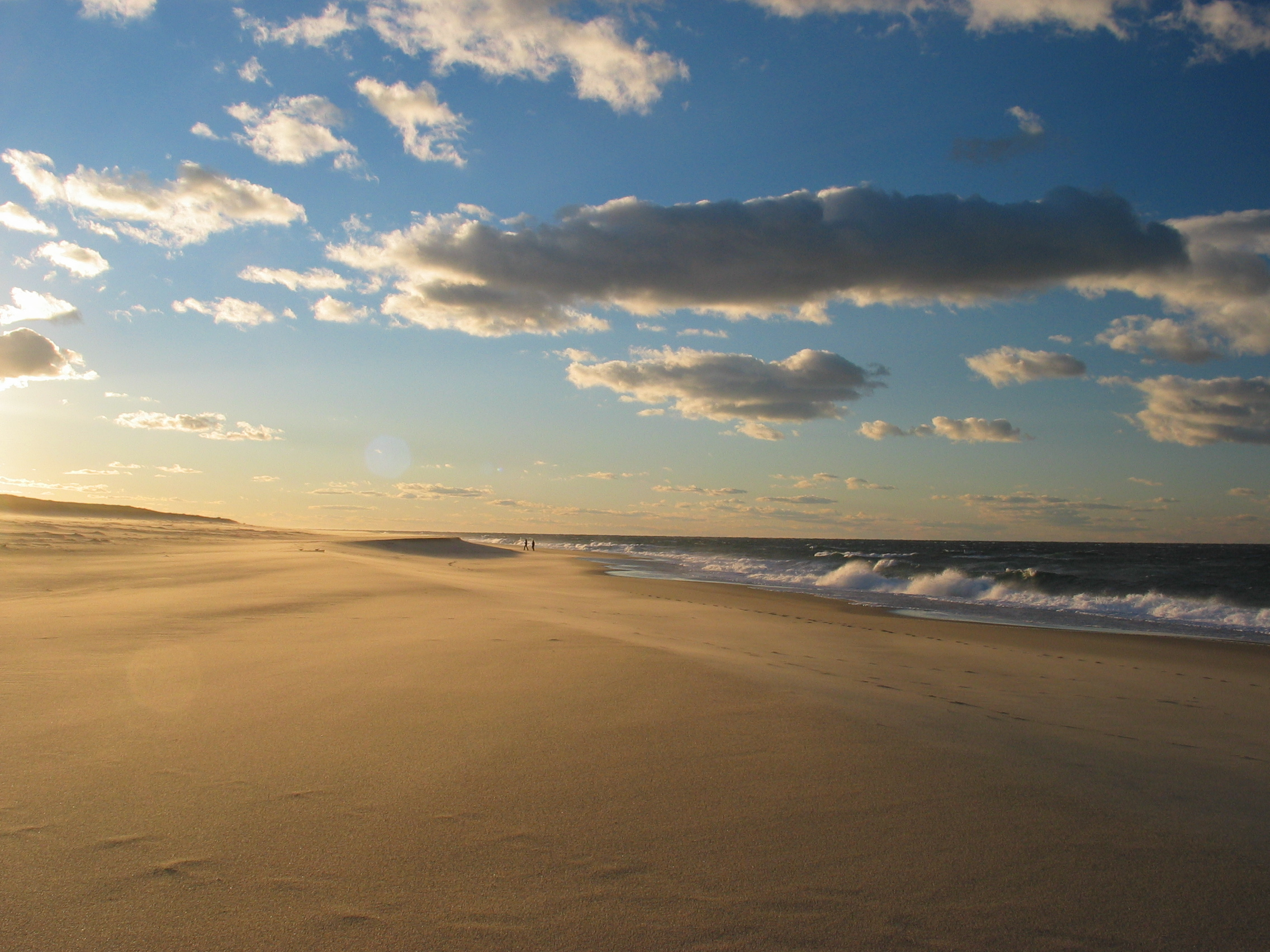
Пляжи Кейп-Кода

В составе полуострова выделяют четыре части:
- Верхний мыс — ближайший к материку район. Города: Борн, Сандуич, Фалмут и Машпи. В городе Фалмаус находится известный Океанографический институт Вудс Хоул и несколько других исследовательских организаций.
- Средний мыс — в этой части мыса вдоль южного края расположены многочисленные пляжи, привлекающие много туристов, в том числе виндсёрферов. Кроме того, эта часть мыса лучше других развита в экономическом и промышленном плане. Города: Барнстабл, Ярмут и Деннис.
- Нижний мыс — наиболее узкая часть мыса, где он резко изгибается на север. Города: Харвич, Брюстер, Чатхэм и Орлеанс.
- Внешний мыс — наиболее отдалённая часть полуострова, на которой расположены одни из наиболее популярных пляжей США[6], включённые в охраняемую территорию Кейп-Код. Города: Истхэм, Веллфлит, Труро и Провинстаун. Северная оконечность полуострова заканчивается мысом Рейс.

К югу от полуострова расположен пролив Нантакет-Саунд, который отделяет его от островов Мартас-Винъярд, Нантакет и других, более мелких. Канал, определяющий западную границу полуострова, соединяет заливы Кейп-Код и Баззардс-Бэй.
Самая высокая точка — холм Пайн-Хилл. Полуостров составляет большую часть округа Барнстабл.

## Геология

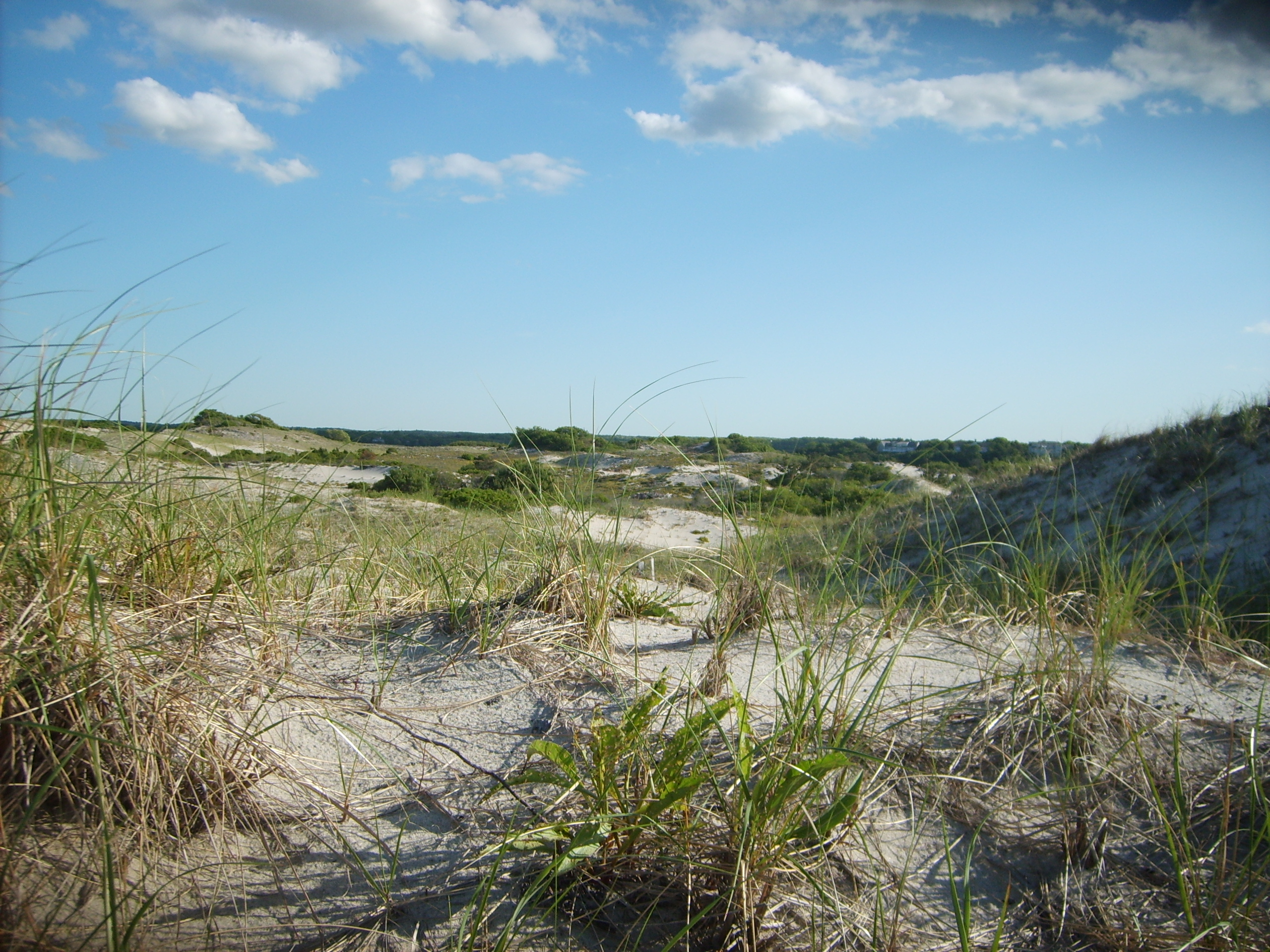
Дюны на пляже Санди-Нек, защищающие полуостров от эрозии

Кейп-Код образует тянущийся к Нью-Йорку архипелаг, называемый Аутер Лэндс. Вытянутая форма объясняется происхождением островов и Кейп-Кода — 16—20 тысяч лет назад они представляли собой ледниковую морену.
Большая часть геологической истории Кейп-Кода связана с наступлением и отступлением Лаврентийского ледового щита в позднем плейстоцене, а также с последующим изменением уровня моря. Согласно данным радиоуглеродного анализа, около 23 тыс. лет назад наступил пик оледенения в Северной Америке, после чего ледники стали отступать. Примерно 18 тысяч лет назад ледник прошёл в районе Кейп-Кода. Больша́я часть водных ресурсов Земли была заключена в ледниках, поэтому уровень моря был ниже.
По мере таяния льда уровень моря повышался. В районе 6 тысяч лет назад море поднялось настолько, что стало размывать оставленные ледником на Кейп-Коде отложения. Многочисленные впадины, оставленные ледником на полуострове, превратились в озёра. Процесс эрозии, продолжающийся в настоящее время, грозит полным исчезновением полуострова (учёные говорят, что это может произойти в ближайшее тысячелетие). Волны размывают пляжи и барьерные острова, перенося отложения в другие места.

## Климат
Климат полуострова морской и умеренный. Хоть погода на Кейп-Коде более умеренная, чем внутри континента, иногда случаются экстремальные ситуации, такие как сильный снегопад в 2005 году или ураган Боб.
Атлантический океан выравнивает температуру, снижая её на несколько градусов летом и поднимая на несколько градусов зимой. Гольфстрим до полуострова не доходит, поскольку поворачивает на восток от берегов Виргинии; напротив, на погоду влияет холодное Лабрадорское течение. Туманы, образующиеся при столкновении этого течения с Гольфстримом и приходящие на Кейп-Код с юга от острова Нантакет, упоминаются в индейских легендах.
Температура воды на южном и северном побережье полуострова резко отличается (до 4—6 °С), при этом температура воздуха разнится незначительно.
| Показатель                    | Янв. | Фев. | Март | Апр. | Май  | Июнь | Июль | Авг. | Сен. | Окт. | Нояб. | Дек. | Год  |
| ----------------------------- | ---- | ---- | ---- | ---- | ---- | ---- | ---- | ---- | ---- | ---- | ----- | ---- | ---- |
| Средний суточный максимум, °C | 3,1  | 3,5  | 6,0  | 10,2 | 15,0 | 20,2 | 23,8 | 23,7 | 20,7 | 15,5 | 10,9  | 6,0  | 13,2 |
| Средняя температура, °C       | −0,5 | 0,3  | 3,3  | 7,5  | 12,7 | 18,1 | 21,6 | 21,0 | 17,5 | 12,1 | 7,5   | 2,6  | 10,3 |
| Средний суточный минимум, °C  | −4,3 | −3,8 | −0,7 | 4,2  | 8,9  | 13,7 | 17,0 | 17,0 | 14,2 | 8,7  | 4,2   | −1   | 3,6  |
| Норма осадков, мм             | 97   | 107  | 123  | 105  | 96   | 86   | 83   | 81   | 97   | 102  | 102   | 111  | 1190 |
| Источник: NWS                 |      |      |      |      |      |      |      |      |      |      |       |      |      |

## Индейское население
Полуостров Кейп-Код на протяжении многих веков являлся родным домом для индейского племени вампаноаг, которое помогло выжить прибывшим осенью 1620 года пилигримам, основавшим Плимутскую колонию. Впоследствии британские колонисты завладели всеми землями племени вампаноаг.
В 1975 и 1990 годах в федеральное правительство отправляли запрос об официальном признании племени Машпи Вампаноаг, однако это произошло лишь в мае 2007 года, после чего индейцы потребовали вернуть их исконные земли.

## История

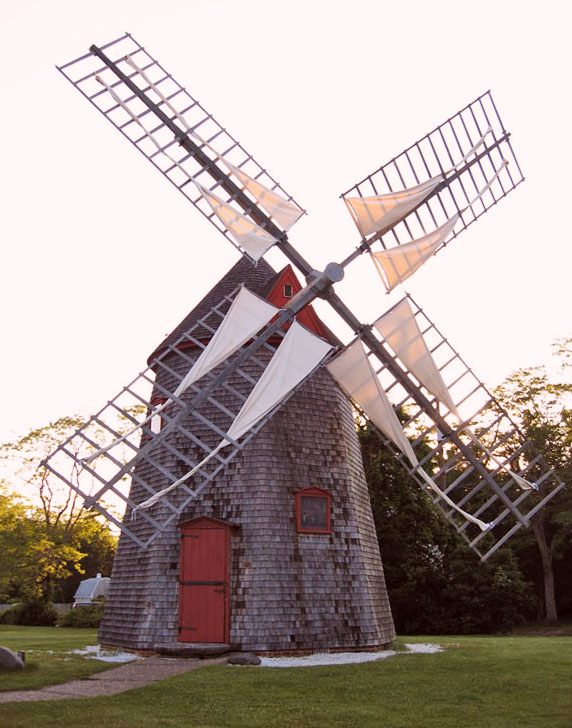
Старейшая мельница Кейп-Код — Истхемская мельница

Колонизационная история Кейп-Кода по одной из версий восходит к западным плаваниям викингов в 985—1025 годах (см. Винланд). Джованни да Верраццано проплыл вдоль южного берега Кейп-Кода в 1524 году, а через год Эстебан Гомес назвал полуостров мысом Святого Иакова. Бартоломью Госнольд, обнаружив огромные стаи трески, дал полуострову современное название (1602). В 1606 году Самюэль де Шамплен нанёс на карту песчаные гавани полуострова, а в 1609 полуостров исследовал Генри Хадсон. 11 ноября 1620 года корабль Мейфлауэр бросил якорь в северной части полуострова, где пилигримы впервые встретились с местным населением. На Кейп-Коде располагались одни из первых поселений европейцев в Северной Америке.
В декабре 1901 года Гульельмо Маркони осуществил первую трансатлантическую радиосвязь, находясь на Кейп-Коде в городе Веллфлит. Пляж, с которого была организована передача радиосигнала, известен сегодня как пляж Маркони.

## Канал

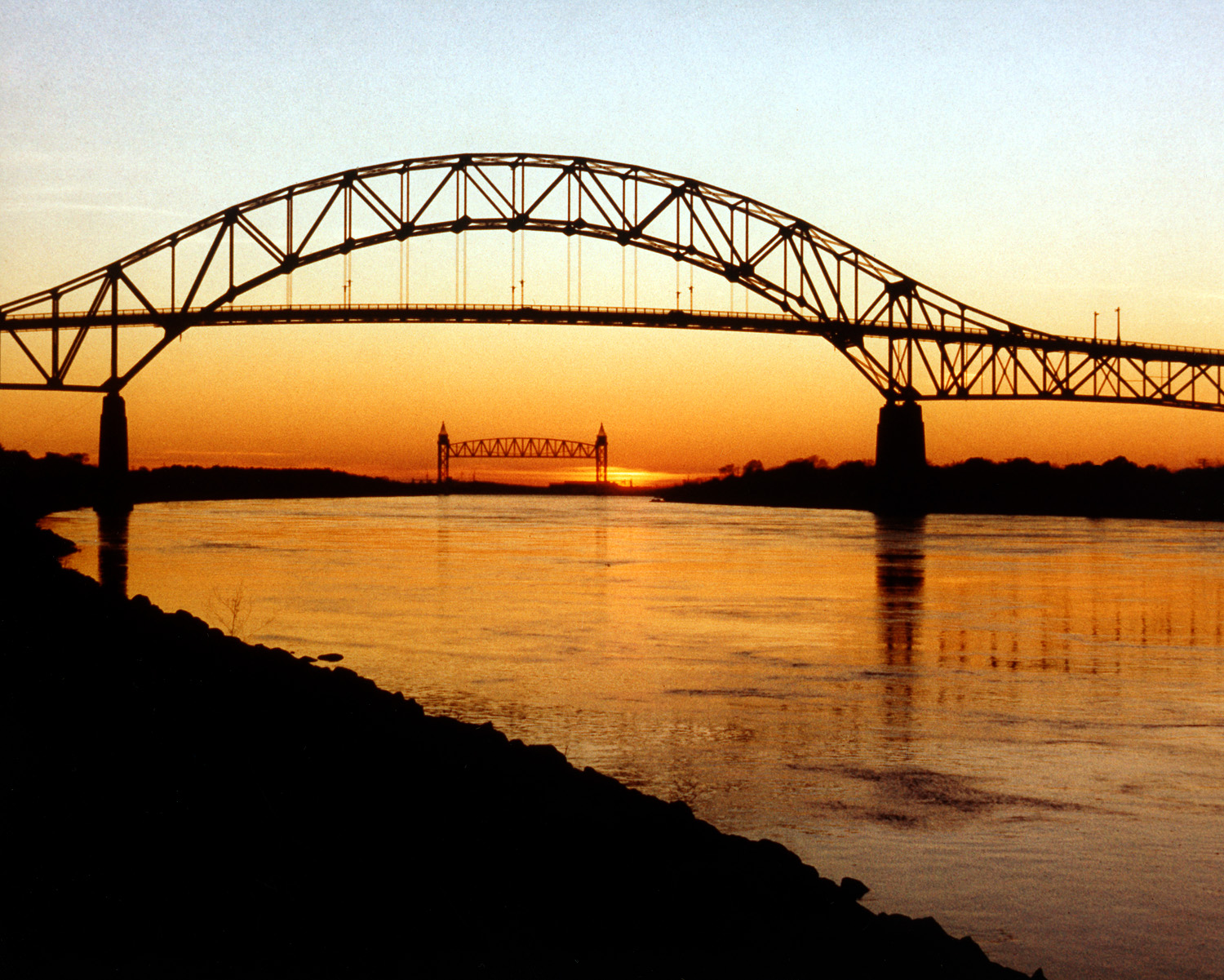
Мост Борн и ж/д мост над каналом

Канал из залива Массачусетс в Баззардс-Бэй показан ещё на карте 1717 года, однако современный канал создавался с 1870 по 1914 год. Канал проложен по руслам рек Маномет (впадала в залив Баззард) и Скассет (впадала в залив Кейп-Код). Над каналом проходят три моста — автомобильные мосты Сагамор и Борн и один железнодорожный мост.
В 1985 году Американская ассоциация гражданских инженеров внесла канал в Национальный реестр исторических мест США как выдающееся гражданское сооружение и как самый широкий в мире бесшлюзовый канал.